# Титанит
Титани́т (устар. синоним: сфен) — минерал, островной силикат титана и кальция. Название происходит от химического элемента титана, входящего в состав минерала. Синоним сфен (др.-греч. σφήν — клин) связан со строением кристалла.

## Свойства

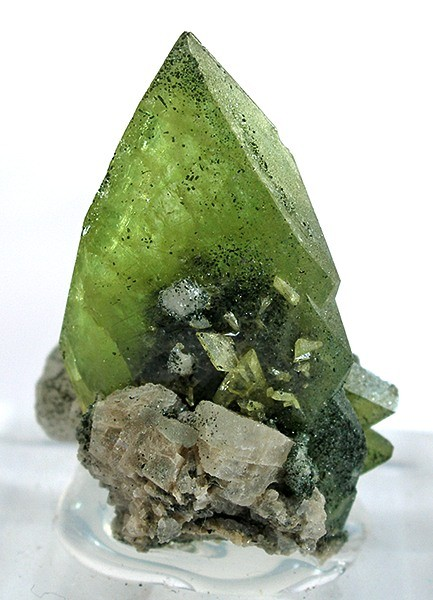
Кристалл титанита. Пакистан

Двупреломление +0,105 — 0,135. Дисперсия 0,051. Плеохроизм: у зелёного — от бесцветного до зелёного, у жёлтого — сильный, бесцветный — жёлтый — розовато-бежевый. Люминесценция отсутствует. Кристаллы имеют конвертообразную форму с клиновидным сечением. Образует зернистые, игольчатые, радиально-лучистые агрегаты. Акцессорный минерал гранитов, щелочных магматических пород, встречается также в гнейсах, кристаллических сланцах, кварцевых жилах и силикатно-карбонатных породах как результат контактового метаморфизма. Часто нарастает на другие минералы, также образует тонкую вкрапленность в породе, в редких случаях — сплошные массы (обычно в щелочных магматических породах, как на Кольском полуострове).
Состав:
- СаО — 28,6 %
- ТiO2 — 40,8 %
- SiO2 — 30,6 %.

## Месторождения
Встречается часто. В России широко распространён на Урале, в апатитовых месторождениях на Кольском полуострове. При этом на Кольском полуострове в Хибинских горах имеются крупные залежи сплошных титанитовых руд — так называемые сфениты, имеющие промышленное значение. Впервые в России был описан Густавом Розе в 1842 году.
Находки титанита ювелирного качества известны в Мексике и Бразилии. Красивые коллекционные образцы коричневатого цвета встречаются на Урале, жёлто-зелёные — в Норвегии, бесцветные и тёмно-коричневые — в Швейцарии, жёлтые и красноватые — в Италии. На Кольском полуострове встречаются красивые розовые и золотистые лучистые титаниты, а также крупные кристаллы коричневого и жёлтого титанита.

## Применение

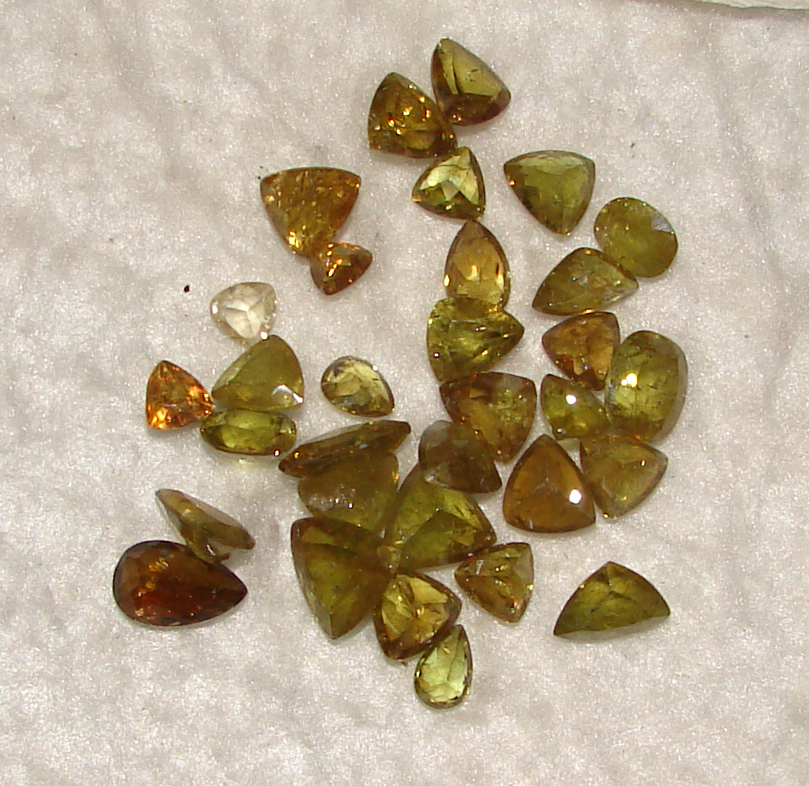
В огранке

Потенциальный рудный минерал титана (включает до 24,5 % титана), но собственных больших залежей в природе не образует. В качестве одного из компонентов комплексных титановых руд используется при производстве металла титана, применяемого в авиационной и оборонной промышленности.
Прозрачные разновидности довольно редки, они используются как полудрагоценные камни. В огранке отличается яркой игрой и алмазным блеском.